# Francis Brockton
Francis Brockton byl inženýr na palubě britské lodě HMS Plumper pod velením kapitána Georga Henryho Richardse, když v roce 1859 objevil uhlí v oblasti dnešního města Vancouver. Po tomto objevu, který kapitán nahlásil guvernérovi Jamesi Douglasovi, Richards pojmenoval místo nálezu Coal Harbour - Uhelný přístav a pojmenoval také Brockton Point, východní část dnešního Stanley Parku ve Vancouveru po Francisi Brocktonovi.